# 文化一周
《文化一周》是中國文化大學新聞學系學生之實習報紙，在學年間的每星期四出刊。該報從採訪、編輯、排版及廣告經費等來源，由文化新聞系的學生獨立運作，非隸屬於文大校方或任何財團。該報於行政院新聞局登記為第一類新聞紙，中華郵政登記字號為「北台字1967號」。

## 创刊目的
创刊目的：除了讓新聞人實際參與報導編輯外，更重要的是培養獨立的輿論精神。

## 历史过程
- 1964年9月1日在現任新聞系教授鄭貞銘指導下創立。
- 1987年9月30日擴大發行層面及內容。
- 1994年起改以電腦全頁組版，開啟《文化一周》新頁。
- 2012年9月，指導老師羅彥傑上任。
- 2012年9月，與中國文化大學之智慧型手機軟體「Echo App」合作。
- 2013年3月，「Echo App」上架，《文化一周》與行動裝置正式接軌。
- 2023年，指導老師郭文平上任，總編輯為謝鎰丞、副總編輯為洪愷廷、總經理兼發行主任為莊宴榕、攝影總監為邱鸞婷。

## 報導內容
目前《文化一周》內容涵蓋台灣各區的新聞，報導層面豐富，目前計有：頭版、國際版、文教版、校園版、生活版、體育版以及網路版等版面。

## 發行

### 發行量
在發行方面，《文化一周》目前印刷量為2000份。

### 發行范围
發行地點涵蓋校園內外、陽明山及士林地區和北部部分大專院校（國立台灣大學、銘傳大學、國立政治大學及世新大學等等），同時亦透過專屬網站提供討論區、資料庫等線上服務。